# Concejo Deliberante de Aguilares
El Honorable Concejo Deliberante de Aguilares es el órgano legislativo municipal de la ciudad de Aguilares, Tucumán, Argentina. El concejo fue creado en 1915 junto a la municipalización de la ciudad, comenzando a funcionar en 1916.

## Estructura
El Concejo Deliberante se compone de 10 miembros electos por el sistema de representación directa y proporcional, al ser Aguilares un municipio de 2ª categoría. Estos duran cuatros años en su cargo, pudiendo reelegirse solo una vez consecutiva. El concejo es uno de los poderes del gobierno municipal, se encarga de revisar y controlar los actos del poder ejecutivo municipal que encabeza el Intendente. Es un órgano legislativo que crea las normas de la ciudad. Estas normas reciben el nombre de ordenanzas y el Ejecutivo municipal es el encargado de hacerlas cumplir.

### Requisitos para ser Concejal[2]
Para ser concejal, según la Ley Orgánica de Municipalidades, se requiere de:
- Tiene veintidós (22) años de edad.

- Ser argentino nativo, naturalizado con una antigüedad de cinco (5) años obtenida la nacionalidad argentina o extranjero que deberá ser propietario en el municipio y tener en el mismo cinco (5) años de residencia inmediata a su designación.

- Estar inscripto en los padrones electorales nacionales correspondientes al respectivo municipio.

### Impedimentos para ser Concejal[2]
Según la ley, no pueden ser miembros del Concejo Deliberante:
- Quienes no pueden ser electores de acuerdo a las disposiciones de la Ley Orgánica de Municipalidades.

- El Gobernador de la Provincia y sus Ministros.

- Los Diputados y Senadores Nacionales y los Legisladores Provinciales.

- Los miembros de la Administración de la Justicia Federal o Provincial.

- Los que estuvieren directa o indirectamente interesados en cualquier contrato oneroso con la municipalidad, como obligados principales. Esta inhabilidad no comprende a los tenedores o dueños de acciones de sociedades anónimas que tengan contratos con las municipalidades, a no ser que tengan participación en la administración o sean miembros de los directorios de dichas sociedades.

## Composición Actual

### 2023–2027[3]
| Legislador                  | Partido                                | Bloque | Bloque                      |
| --------------------------- | -------------------------------------- | ------ | --------------------------- |
| Yolanda María Yapur Navarro | Unión y Progreso Social                |        | Frente de Todos por Tucumán |
| Eduardo Francisco Monteros  | Multiplicar Lealtad                    |        | Frente de Todos por Tucumán |
| Juan Manuel Chehin          | Frente de Todos por Tucumán            |        | Frente de Todos por Tucumán |
| Ricardo René Elías          | Partido Acuerdo Federal                |        | Frente de Todos por Tucumán |
| Sergio Santiago Sueldo      | Convergencia de Bases para la Victoria |        | Frente de Todos por Tucumán |
| Raúl Sebastián Ávila        | Unión y Progreso Social                |        | Frente de Todos por Tucumán |
| Juan Pablo Lapetina         | Tucumán para la Victoria               |        | Frente de Todos por Tucumán |
| Ramón Edgardo Sánchez       | Movimiento Independiente               |        | Frente de Todos por Tucumán |
| Marta Beatriz Ramos         | Avance y Progreso Social               |        | Frente de Todos por Tucumán |
| José Fernando Benencia      | Multiplicar Lealtad                    |        | Frente de Todos por Tucumán |